# Mai Thu Huyền
Mai Thu Huyền (sinh ngày 8 tháng 3 năm 1979) là một nữ diễn viên, người mẫu, người dẫn chương trình truyền hình, doanh nhân kiêm nhà làm phim người Việt Nam. Cô được biết đến qua vai Trúc trong bộ phim truyền hình Những ngọn nến trong đêm. 
Từng là Tổng giám đốc của FPT, cô hiện là người sở hữu của tập đoàn Tincom Media.

## Tiểu sử
Mai Thu Huyền xuất thân trong một gia đình có truyền thống nghệ thuật. Bố và cậu đều là nhà quay phim, hai dì là diễn viên xiếc và kịch nói.
Năm 1994, Mai Thu Huyền giành giải nhất cuộc thi Học sinh thanh lịch toàn thành phố Hà Nội.
Năm 1995, cô có vai diễn đầu tiên của mình trong bộ phim truyền hình "Nỗi đau thầm lặng" của nữ đạo diễn Đức Hoàn.
Cô đã tham gia hơn 30 vai diễn khác nhau trong nhiều bộ phim điện ảnh cũng như truyền hình, và đã đạt đến đỉnh cao sự nghiệp sau khi đảm nhận vai Trúc trong phim truyền hình "Những ngọn nến trong đêm" năm 2001.
Các phim tiếp theo có Mai Thu Huyền tham gia: "Tia nắng mong manh" (2004), "Minh Nguyệt" (2006), "Nhà có ba chị em" (2007), "Bước chân hoàn vũ" (2009), "Lối rẽ" (2010), "Đời như tiệc" (2013), "Những kẻ hai mặt" (2014), "Những ngọn nến trong đêm phần 2" (2015), "Mãi mãi là bao lâu" (2016), "Ngày mai bình yên" (2018), "Kẻ tàng hình" (2019) ...
Ngoài chăm lo gia đình và kinh doanh truyền thông giải trí với công ty Tincom Media, Mai Thu Huyền còn đảm nhận vai trò giám đốc sản xuất khoảng 15 bộ phim, trong đó đáng chú ý là các dự án phim điện ảnh chiếu rạp mà cô kiêm luôn nữ diễn viên chính như: "Lạc Giới" (2014) và "Giấc mơ Mỹ" (2017). Không dừng lại ở đó, năm 2020 cô lại tiếp tục thử sức mình trong vai trò Đạo diễn trong bộ phim đầu tay "Kiều".
Năm 2009 cô làm MC cho chương trình Vượt Lên Chính Mình từ năm 2009

## Đời tư
Cô đã lấy chồng và có hai con: một trai một gái.

## Phim đã tham gia
| Năm  | Tựa phim                             | Kênh/Thể loại                   | Vai diễn             | Đóng với                                                           |
| ---- | ------------------------------------ | ------------------------------- | -------------------- | ------------------------------------------------------------------ |
| 1995 | Nỗi đau thầm lặng                    | VTV1                            | Vân                  |                                                                    |
| 1996 | Sống mãi với thủ đô                  | H1                              | Hương                | Khánh Huyền                                                        |
| 1997 | Hà Nội mùa Đông năm 46               | Phim nhựa                       | Huệ                  | Quốc Tuấn                                                          |
| 1997 | Còn mãi một tình yêu                 | VTV1                            | Thảo                 | Phạm Cường                                                         |
| 1997 | Hôn nhân không giá thú               | Phim nhựa                       | Tuyết                | Xuân Tùng                                                          |
| 1997 | Cầu vồng đi đón cơn mưa              | VTV3                            | Huyền                | Phạm Cường                                                         |
| 1998 | Khoảng vỡ                            | Phim nhựa                       | Đan Linh             | Đơn Dương, Hoàng Phúc                                              |
| 1998 | Những con đường vô hình              | VTV3                            | Ánh Vân              | Hoàng Phúc                                                         |
| 1998 | Tiếng sáo lý hương                   | Phim nhựa                       | Huệ                  | Võ Hoài Nam                                                        |
| 1999 | Khoảng cách                          | VTV3                            | Hương                | Hà Văn Trọng, Minh Châu, Lan Hương                                 |
| 2000 | Người nổi tiếng                      | VTV3                            | Thúy                 | Đức Sơn, Khánh Huyền                                               |
| 2001 | Sóng ngầm                            | VTV3                            | Uyên                 | Công Dũng                                                          |
| 2002 | Những ngọn nến trong đêm             | VTV3                            | Thanh Trúc           | Bá Anh, Quyết Thắng, Kim Oanh                                      |
| 2002 | Hà Nội 12 ngày đêm                   | Phim nhựa                       | Thủy Tiên            | Quốc Tuấn & Xuân Tùng                                              |
| 2002 | Mưa mùa hạ                           | Phim ngắn                       | Hạnh                 |                                                                    |
| 2005 | Minh Nguyệt/Mùa thu đầu tiên         | Phim nhựa                       | Minh Nguyệt          | Xuân Trường, Lâm Tùng...                                           |
| 2005 | Tia nắng mong manh                   | VTV3                            | Hiền (lúc lớn)       | Vũ Phan Anh, Trung Anh, Chiều Xuân                                 |
| 2007 | Nhà có ba chị em                     | VTV3 - phim nhựa                | Nhiên                | Bình Minh, Trung Hiếu, Kiều Thanh, Thu Quế, Bá Anh, NSND Trần Hạnh |
| 2009 | Bước chân hoàn vũ                    | HTV9                            | Phương Trà           | Thiên Bảo, Lý Nhã Kỳ, Cao Thái Sơn, Lương Thế Thành                |
| 2010 | Lối rẽ                               | HTV7                            | Mai Ka               | Minh Trí, Trương Minh Cường, Khánh Huyền, Sam Hà My                |
| 2014 | Đời như tiệc                         | HTV7                            | Thùy Dung            | Đức Sơn & Mã Hiểu Đông                                             |
| 2014 | Những kẻ hai mặt                     | VTV3                            | Hương Lan/Hương Liên | Trung Dũng, Hồng Vân, Thúy Ngân                                    |
| 2014 | Lạc giới                             | Phim nhựa                       | Kim                  | Trung Dũng, Bình An                                                |
| 2016 | Những ngọn nến trong đêm 2           | VTV3                            | Thanh Trúc           | Bình Minh, Chi Bảo, Đinh Y Nhung, Bá Anh                           |
| 2016 | Mãi mãi là bao lâu                   | SCTV14                          | Diệu                 | Trương Minh Quốc Thái, Hoàng Yến Chibi, Huỳnh Anh Tuấn             |
| 2017 | Giấc mơ Mỹ                           | Phim nhựa                       | Hoàng Linh           | Bình Minh                                                          |
| 2018 | Ngày mai bình yên                    | HTV9                            | Bà Kim               | Khương Thịnh & Thúy Hạnh                                           |
| 2021 | Kiều                                 | Phim điện ảnh / Phim chiếu mạng | Đạm Tiên             |                                                                    |
| 2021 | Kẻ tàng hình                         | SCTV14                          | Mỹ Lệ                |                                                                    |
| 2024 | Đóa hoa mong manh (A Fragile Flower) | Phim điện ảnh                   | Yvonne               | Maya, Quốc Cường, Trizzie Phương Trinh, Nhật Hạ                    |
| 2025 | Mặt trời lạnh                        | VTV3                            | Bà Thúy              | Vũ Tuấn Việt, Tú Vi, Trương Minh Thảo, Quốc Cường                  |

### Đạo diễn
- Kiều (2021)
- Đóa hoa mong manh (A Fragile Flower) (2024)